# Holešov (zámek)
Holešovský zámek je raně barokní zámecká stavba s francouzským parkem a vodními kanály v Holešově, v dnešní podobě zřejmě z roku 1674.

## Dějiny zámku

### Středověká tvrz
Nejstarší zmínka o feudálním sídle v Holešově pochází z roku 1275, v souvislosti s biskupským leníkem Hugem z Holešova, který sídlil na holešovské tvrzi. Tehdejší tvrz se patrně nacházela na pahorku v místě dnešního severovýchodního nároží zámku a její pozůstatky (včetně pahorku) byly odstraněny při barokní výstavbě zámku. Pouze ojedinělé stopy prstence vnějšího opevnění dávají tušit na oválný půdorys tvrze. Tvrz byla s největší pravděpodobností obehnána vodním příkopem.
Na přelomu 13. a 14. století došlo v souvislosti s přeměnou trhové vsi na město také k přestavbě tvrze na pevnější hrad. V době husitských válek byl hrad dobyt a poničen. Poté se panství dostalo do držení rodu Šternberků, kteří v průběhu 15. století vybudovali nový hrad, pravoúhlého půdorysu, jehož pozůstatky se částečně dochovaly v suterénu a přízemí dnešního zámku. Hradní jádro se stavebně rozšířilo západním směrem k holešovskému náměstí a v západo-východní linii zřejmě zaujímalo stejnou rozlohu jako dnešní zámek. Dispozice holešovského hradu se zřejmě podobala středověké dispozici zachované v půdorysu zámku v Bystřici pod Hostýnem: pravoúhlé seskupení staveb s půlkruhovým předhradím, kde stály hospodářské budovy.

### Renesanční zámek
Kolem roku 1500 byla na západní straně starší budovy hradního paláce připojena rozměrná dvoukřídlá (L-půdorys) dvoupatrová palácová stavba, z níž se zachovaly především zaklenuté sklepy pod zámkem, ale také části zdiva ve vyšších patrech severního a západního křídla zámku. Na konci 16. století byla k nároží tohoto paláce přistavěna vysoká šestiboká věž (současné severozápadní nároží zámku). Renesanční výstavba zřejmě pokračovala i za dalších majitelů zámku, jimiž byli Žerotínové (1589–1604), začátkem 17. století bratři Haugwiczové baroni z Biskupic (Václav, Jan Vilém, Jan Bartoloměj, Alexander Jošt) synové moravského zemského hejtmana Hanuše Haugwicze z Biskupic (1517–1582) a posléze Lobkovicové.

### Barokní zámek
Na konci třicetileté války však byl zámek několikrát vypleněn a v roce 1643 vypálen švédským vojskem. Zničené panství v roce 1651 zakoupil Jan hrabě z Rottalu, jenž zde zřídil rodové sídlo. Hrabě Rottal započal s přestavbou zámku v honosné sídlo, kterou byl pověřen vídeňský architekt Filiberto Lucchese. Vznikl tak současný čtyřkřídlý, dvoupatrový zámek s pravidelnými šestibokými věžemi v nárožích. Vnitřní nádvoří zámku po celém obvodě obíhaly otevřené arkády, v původní fázi barokní stavby měla otevřené arkády s balustrádou také obě patra západního a východního křídla zámku. Původní severní vstup do hradního areálu byl zrušen a nahrazen trojlodním průjezdem v západním křídle zámku, před nímž byl přistavěn portikus s balustrádovým balkonem a rottalovským erbem. Celková kompozice zámku náleží k architektonickému typu Palazzo in fortezza (palác ve tvrzi) a kombinuje renesanční, manýristické a raně barokní prvky. V hrubých obrysech byla stavba dokončena v roce 1658, pouze západní křídlo (směrem k náměstí) však bylo kompletní v celé výšce dvou pater. Po Luccheseho smrti v roce 1666 zámek dokončoval architekt Giovanni Pietro Tencalla.
Panství holešovské, které Václav Eusebius, kníže z Lobkovic, prodal r. 1650 Janovi, hraběti z Rottalu, zůstalo v držení tohoto rodu až do jeho vymření v roce 1762, kdy připadlo dcerám Františka Antonína z Rottalu. V roce 1763 převzal správu panství jménem svých nezletilých dětí polní maršál František Leopold z Nádasdy, roku 1770 získala celé panství jeho dcera Marie Barbora, provdaná hraběnka Erdödy. Když její syn Karel hrabě Erdödy г. 1833 předal Holešov své dceři Barboře, provdané hraběnce Bruntálské z Vrbna, přešel Holešov do vlastnictví hrabat z Vrbna. Po tragické smrti hraběte Rudolfa Wrbny (1892–1936) se dostal holešovský zámek do složitých vlastnických poměrů a v roce 1941 na něj byla uvalena nucená správa Zemského úřadu v Brně.
Po druhé světové válce byli v zámku přechodně internování Němci čekající na odsun. Nucená správa byla v říjnu 1945 zrušena, zámek byl vrácen do vlastnictví poslední majitelky Barbory Vrbnové a město Holešov založilo Družstvo kulturního domu za účelem odkoupení zámku za částku 3,5 milionu Kčs a jeho přeměnu na kulturní stánek. V březnu 1948 však byla na zámek opět uvalena národní správa a v říjnu 1948 byl zámek zestátněn a převeden na Družstvo. V 50. letech se pak majitelem zámku stal Okresní národní výbor v Holešově a po zrušení okresu Městský národní výbor. V únoru 1995 byl zámek v restituci vrácen příbuzným poslední majitelky. Následující desetiletí neúspěšného hledání nového kupce a chátrání zámku bylo ukončeno v březnu 2005, kdy zámek odkoupilo město Holešov za částku 13,4 milionu Kč a započala nová etapa obnovy zámku.

## Zámecká zahrada
Nedílnou součástí barokního zámeckého areálu byla také zahrada, o které soudobý spisovatel Tomáš Pešina z Čechorodu v roce 1663 napsal, že je to „zahrada rozkošná, které Morava podobné nemá“. Po roce 1717 nechal zahradu přebudovat František Antonín z Rottalu ve vrcholně barokním francouzském stylu. Soustava tří vodních kanálů ve tvaru trojzubce, která patrně existovala již v předchozím období, nyní obepínala bohatě zdobený květinový parter určený pohledům z vyšších pater zámku. Navazovala oranžérie, tvarované stromové stěny, bažantnice a užitkové partie zahrady. Vysoké náklady spojené s udržováním květinové zahrady vedly od konce 18. století k výraznému zjednodušení dekorativních prvků. Po zestátnění zámku probíhá od roku 1956 pokus o postupnou obnovu barokní kompozice zámecké zahrady, jak ze známá z vyobrazení z počátku 18. století.

## Kultura
Za správy hrabat z Rottalu probíhal na zámku v Holešově velmi čilý kulturní ruch. Holešovský zámek byl jedním z kulturních center na Moravě, kde se aktivně pořádala představení italské barokní opery. Společně s dalšími podobnými centry, zámky v Kroměříži (sídlo olomouckého arcibiskupa), Vyškově, Jaroměřicích nad Rokytnou, či Mikulově. Jedním z nejvýznamnějších skladatelů, kteří na zámku působili, byl František Xaver Richter.
Po druhé světové válce holešovská veřejnost usilovala o přeměnu zámku na kulturní dům. Na jaře 1946 bylo založeno Družstvo kulturního domu v Holešově, které se snažilo sehnat peníze na zakoupení zámku. V mezičase majitelka pronajímala holešovským spolkům reprezentativní 1. patro zámku – roce 1946 se ve velkém sále zámku konal první krojovaný ples a v roce 1947 v sále místní ochotníci vybudovali divadelní jeviště. Po zestátnění v roce 1948 využívaly zámek i další spolky a instituce: vedle Divadla 6. května v zámku sídlila také hudební škola a sociálně-zdravotní škola. V letech 1951–1995 v přízemí zámku sídlil okresní archiv. V letech 1955–1995 ve druhém patře působilo městské muzeum a část prvního patra využívala městská knihovna. Většina reprezentativních sálů 1. patra sloužila kulturním akcím, jako byly plesy, koncerty, divadelní představení, politické sjezdy a slavnosti zakončení školní docházky. V roce 1973 byla zámecká sala terrena upravena na svatební obřadní síň.
Kulturní využívání zámku bylo razantně omezeno po jeho restituci soukromým vlastníkům (v omezené míře se konaly jen svatby v obřadní síni a plesy ve velkém sále). Po odkoupení zámku městem Holešovem a ukončení první etapy rekonstrukce 1. patra (rok 2009) se kulturní život do zámku postupně opět navrací.
| Rok  | Počet návštěvníků |
| ---- | ----------------- |
| 2015 | 2 130             |
| 2016 | 1 925             |
| 2017 | 2 149             |
| 2018 | 8 682             |
| 2019 | 2 743             |